# اگاتوکا، بخش کراسنیک
اگاتوکا، بخش کراسنیک (به لاتین: Agatówka, Kraśnik County) یک منطقهٔ مسکونی در لهستان است که در Gmina Trzydnik Duży واقع شده‌است.

## خصوصیات
اگاتوکا ۱۵۰ نفر جمعیت دارد.